# 磐城太田駅
磐城太田駅（いわきおおたえき）は、福島県南相馬市原町区高（たか）字金井神（かないがみ）にある、東日本旅客鉄道（JR東日本）常磐線の駅である。常磐線で唯一、福島県沿岸部の旧国名「磐城」を冠した駅である。

## 歴史
- 1898年（明治31年）
  - 5月11日：日本鉄道の高駅（たかえき）として開業[1]。
  - 12月1日：磐城太田駅に改称[1]。
- 1906年（明治39年）11月1日：日本鉄道が国有化され、官設鉄道の所属となる。
- 1909年（明治42年）10月12日：線路名称の制定により、常磐線の所属となる。
- 1949年（昭和24年）6月1日：日本国有鉄道が発足。
- 1972年（昭和47年）10月2日：貨物の取り扱いを廃止[3]
- 1975年（昭和50年）10月1日：荷物の扱いを廃止[3]。
- 1977年（昭和52年）3月1日：駅員無配置駅となる[4]（駅前商店への簡易委託化）。
- 1987年（昭和62年）4月1日：国鉄分割民営化に伴い、JR東日本の駅となる[3]。
- 1993年（平成5年）：簡易委託を廃止し、無人化。
- 1999年（平成11年）3月：木造平屋建ての駅舎を建て替え。
- 2011年（平成23年）3月11日：東日本大震災および福島第一原子力発電所事故により、営業を休止[1]。
- 2016年（平成28年）7月12日：小高駅 - 原ノ町駅間の運転再開に伴い、営業を再開[5]。
- 2020年（令和2年）3月14日：仙台近郊区間に編入される[6]。ICカード「Suica」の利用が可能となる[6]。
- 2024年（令和6年）10月1日：えきねっとQチケのサービスを開始[2][7]。

## 駅構造
相対式ホーム2面2線を有する地上駅である。互いのホームは跨線橋で連絡している。
原ノ町統括センター（原ノ町駅）管理の無人駅である。乗車駅証明書発行機と簡易Suica改札機が設置されている。
かつては超大編成の特急・急行列車や貨物列車が行き違いをしていた関係で、ホームの有効長は長い。

### のりば
| 番線 | 路線    | 方向 | 行先             |
| ---- | ------- | ---- | ---------------- |
| 1    | ■常磐線 | 下り | 岩沼・仙台方面   |
| 2    | ■常磐線 | 上り | いわき・水戸方面 |

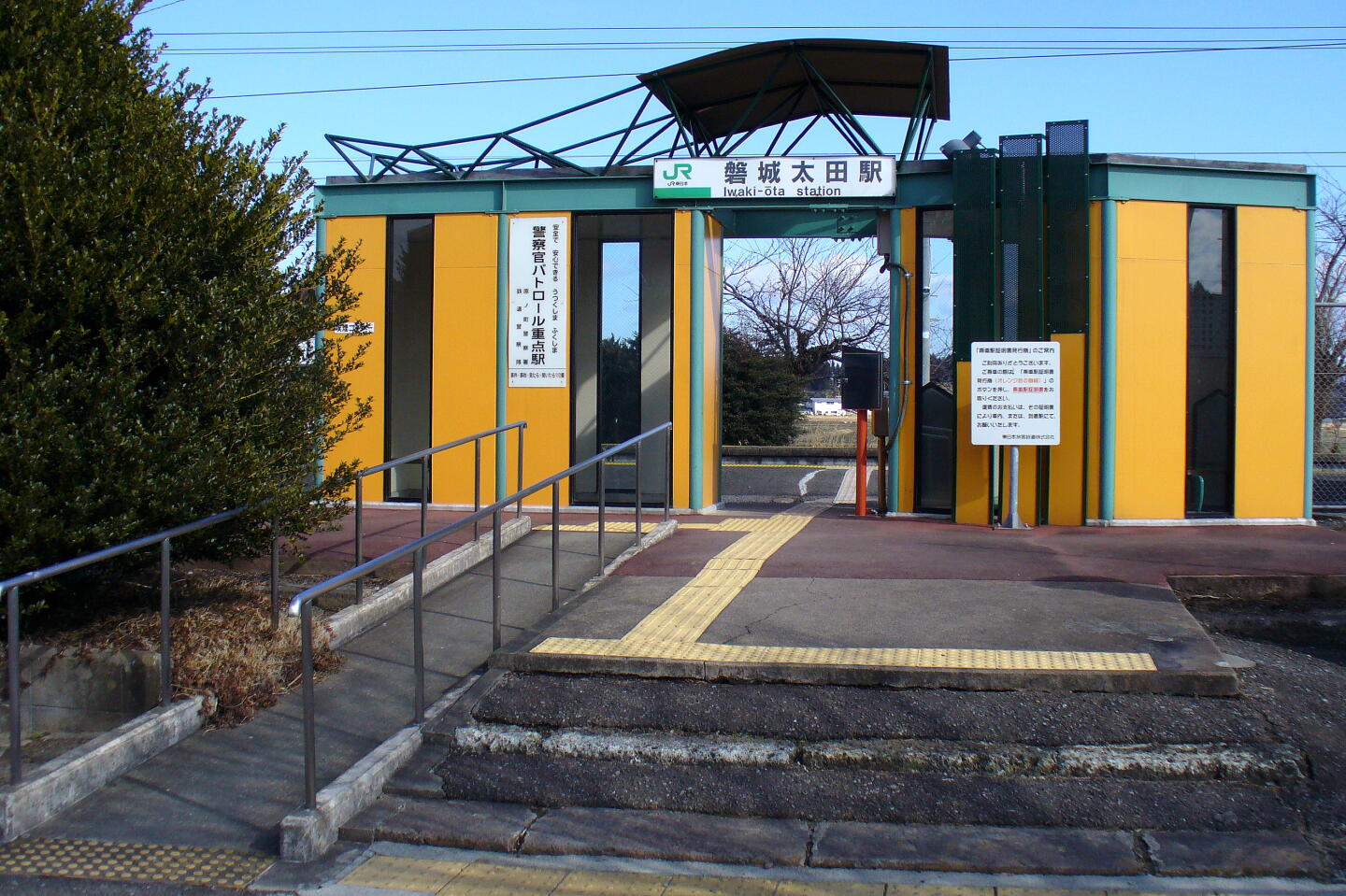
改修前の駅舎（2008年6月）
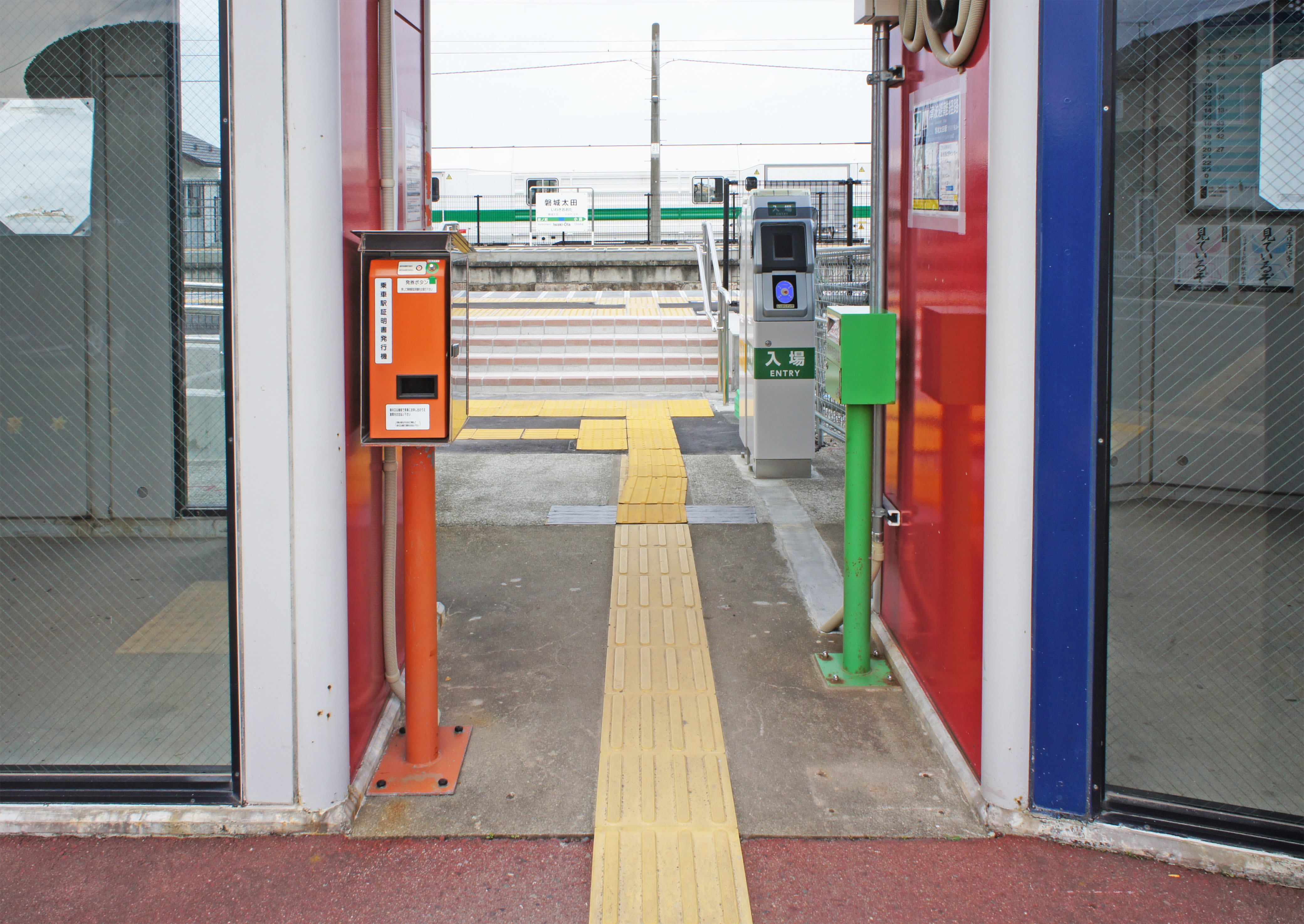
改札口（2022年4月）
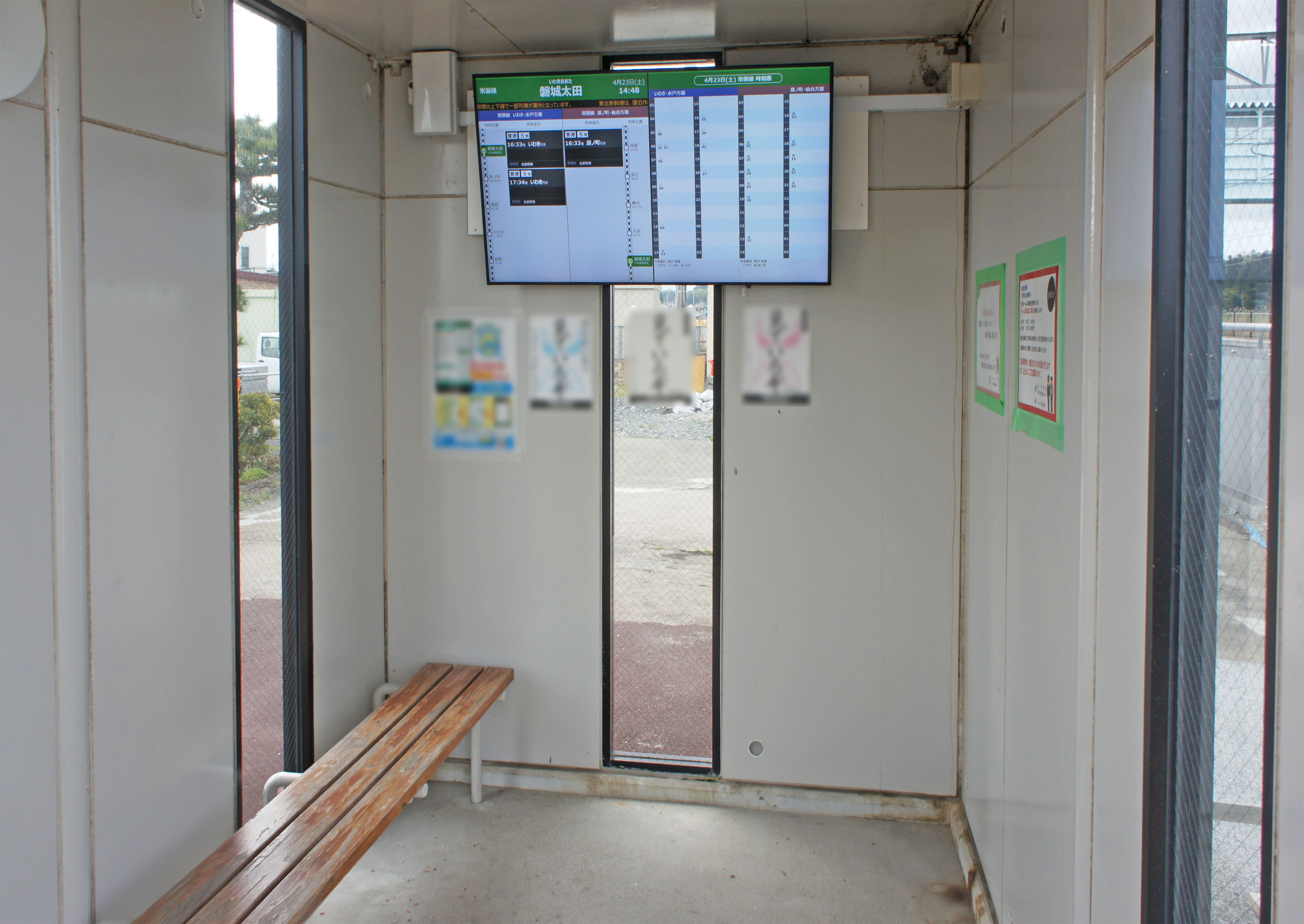
待合室（2022年4月）
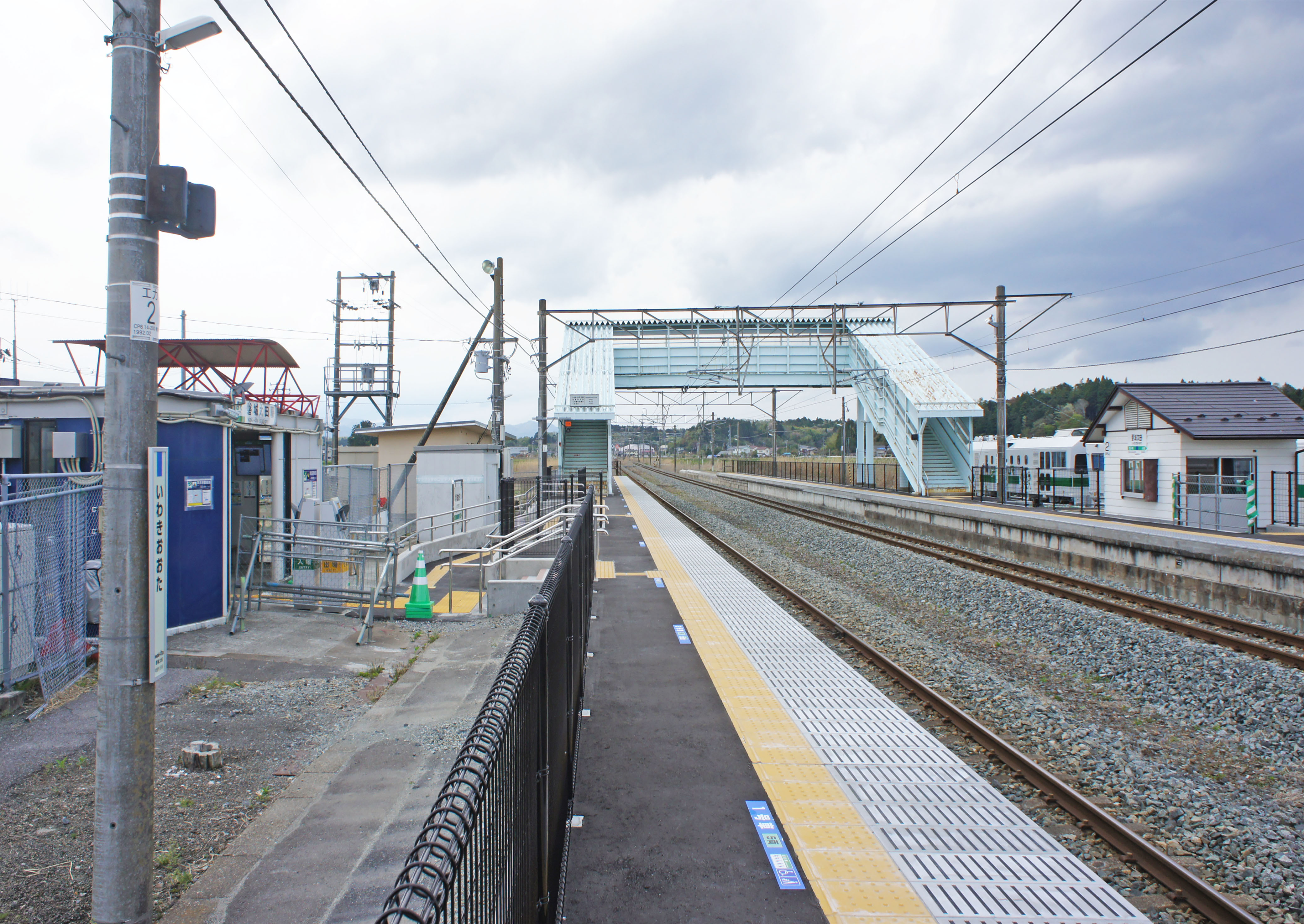
ホーム（2022年4月）

## 利用状況
「福島県統計年鑑」によると、2000年度（平成12年度）- 2004年度（平成16年度）の1日平均乗車人員の推移は以下のとおりであった。
| 乗車人員推移       | 乗車人員推移     | 乗車人員推移 |
| 年度               | 1日平均 乗車人員 | 出典         |
| ------------------ | ---------------- | ------------ |
| 2000年（平成12年） | 44               | [ 9 ]        |
| 2001年（平成13年） | 38               | [ 10 ]       |
| 2002年（平成14年） | 33               | [ 11 ]       |
| 2003年（平成15年） | 38               | [ 12 ]       |
| 2004年（平成16年） | 30               | [ 13 ]       |

## 駅周辺
駅西側に民家の小さな集落がある。東側は田園風景が広がる。当駅は2011年（平成23年）から2012年（平成24年）4月までの間、福島第一原子力発電所事故に関連する警戒区域の境界線上に位置していた。警戒区域は2012年（平成24年）4月以降は避難指示解除準備区域（宿泊はできないが自由に立ち入り可能）に移行し、2016年（平成28年）7月に解除された。
- 福島県道169号磐城太田停車場線
- 福島県道261号大甕磐城太田停車場線
- 磐城太田郵便局
- 多珂神社

## 隣の駅
東日本旅客鉄道（JR東日本）
■常磐線
小高駅 - 磐城太田駅 - 原ノ町駅